# جيف دوك
جيف دوك (بالإنجليزية: Geoff Duke)‏ مواليد 29 مارس 1923 في مرزيسايد، لانكشر، إنجلترا - الوفاة 1 مايو 2015 في جزيرة مان، كان متسابق دراجات نارية بريطاني فاز ببطولة سباق الجائزة الكبرى للدراجات النارية وفاز بكأس جزيرة مان السياحية. نافس في سباقات بطولة العالم لفئة 500 سي سي ولفئة 350 سي سي ولفئة 250 سي سي ولفئة 50 سي سي.

## البطولات
- سباق الجائزة الكبرى للدراجات النارية 1951
- سباق الجائزة الكبرى للدراجات النارية 1952
- سباق الجائزة الكبرى للدراجات النارية 1953
- سباق الجائزة الكبرى للدراجات النارية 1955
- كأس جزيرة مان السياحية 1949
- كأس جزيرة مان السياحية 1955

## روابط خارجية
- جيف دوك على موقع MotoGP.com (الإنجليزية)